# Ban Tuyên huấn Trung ương Đảng Nhân dân Cách mạng Lào
Ban Tuyên huấn Trung ương Đảng Nhân dân Cách mạng Lào (tiếng Lào: ກົມໂຄສະນາອົບຮົມສູນກາງພັກປະຊາຊົນປະຕິວັດລາວ) là tổ chức tại Lào được thành lập vào năm 1951 với tư cách là một cơ quan ban ngành của Đảng Cộng sản Đông Dương, và hình thành theo hình thức hiện tại vào năm 1964. Ban này chịu trách nhiệm tổ chức và lãnh đạo công tác tuyên truyền của Đảng Nhân dân Cách mạng Lào.
Trưởng Ban Tuyên huấn Trung ương (tiếng Lào: ຫົວໜ້າຄະນະໂຄສະນາອົບຮົມສູນກາງພັກ) là ủy viên theo đúng thẩm quyền của Ban Chấp hành Trung ương Đảng Nhân dân Cách mạng Lào. Người đứng đầu hiện nay, Khamphanh Pheuyavong, là Ủy viên Ban Chấp hành Trung ương Đảng khóa XI và Ban Bí thư Trung ương Đảng khóa XI.

## Cơ cấu tổ chức
1. Văn phòng Ban
2. Vụ Tổ chức Cán bộ
3. Vụ Tuyên truyền
4. Vụ Đào tạo
5. Vụ Tổng hợp
6. Vụ Báo chí
7. Tạp chí lý luận Alun Mai.

## Trưởng Ban Tuyên huấn Trung ương
| 1          | Sanan Soutthichak       | ສະນັ່ນ ສຸດທິຈັກ      | 1964               | 1976                 | Nam |
| 2          | Chanmi Douangboutdi     | ຈັນມີ ດວງບຸດດີ      | 1976               | 1980                 | Nam |
| 3          | Maichantan Sengmani     | ໄມຈັນຕານ ແສງມະນີ  | 1980               | 1990                 | Nam |
| 4          | Osakanh Thammatheva     | ໂອສະກັນ ທໍາມະເທວາ | 1990               | 31 tháng 10 năm 2004 | Nam |
| 5          | Mounkeo Oraboun         | ໝູນແກ້ວ ອໍລະບູນ     | Tháng 11 năm 2004  | 2005                 | Nam |
| 6          | Sileua Bounkham         | ສີເຫຼືອ ບຸນຄ້ໍາ       | 2005               | 2006                 | Nam |
| 7          | Phandouangchit Vongsa   | ພັນດວງຈິດ ວົງສາ    | 2006               | 2011                 | Nam |
| 8          | Cheuang Sombounkhanh    | ເຈືອງ ສົມບູນຂັນ     | 2011               | 17 tháng 5 năm 2014  | Nam |
| 9          | Kikeo Khaykhamphithoune | ກິແກ້ວ ໄຂຄຳພິທູນ    | Tháng 5 năm 2014   | 2019                 | Nam |
| 10         | Khamphanh Phommathat    | ຄໍາພັນ ພົມມະທັດ     | 2019               | 4 tháng 2 năm 2021   | Nam |
| 11         | Khamphanh Pheuyavong    | ຄໍາພັນ ເຜີຍຍະວົງ    | 4 tháng 2 năm 2021 | Đương nhiệm          | Nam |
| Tham khảo: |                         |                 |                    |                      |     |